# VDL Bus Valkenswaard
 (décembre 2011).
Si vous disposez d'ouvrages ou d'articles de référence ou si vous connaissez des sites web de qualité traitant du thème abordé ici, merci de compléter l'article en donnant les références utiles à sa vérifiabilité et en les liant à la section « Notes et références ».
Pour les articles homonymes, voir Bova.
Le groupe VDL Bova  est un fabricant néerlandais d'autocars créé par l'entrepreneur Jacob Bots en 1878.

## Histoire

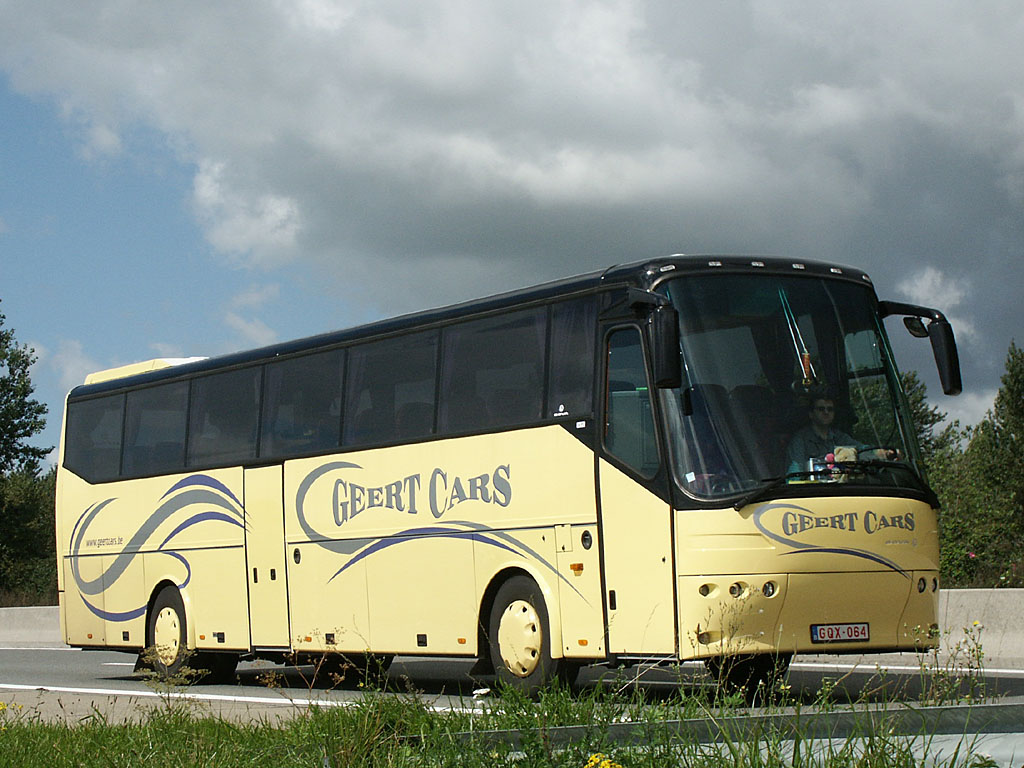
Autocar Bova Futura

En 1878, Jacob Bots commence un commerce de bois à Valkenswaard. Son fils introduit le nom BOVA, dérivé de BOts VAlkenswaard en 1910. La première carrosserie pour autocar de tourisme est construite en 1931. En 1969, le premier autocar complet est dévoilé. En 1999, l'entreprise présente l’autocar Bova Magiq. BOVA rejoint le groupe VDL et se renomme désormais VDL BOVA en 2003. L'autocar Synergy est présente en 2004, le Lexio en 2005 et le 8 000e Futura est livré la même année.
En 2010, le Bova Futura et le Bova Magiq sont remplacés par les VDL Futura FHD2.

## Répartition des ventes
| Pays            | Nombre d'autocars | % du total |
| --------------- | ----------------- | ---------- |
| Allemagne       | 239               | 31         |
| France          | 189               | 24,5       |
| Benelux         | 89                | 11,5       |
| Grande-Bretagne | 65                | 8,4        |
| Italie          | 61                | 7,9        |
| Suisse          | 32                | 4,28       |
| Pologne         | 29                | 3,8        |
| Grèce           | 21                | 2,7        |
| Danemark        | 15                | 1,9        |
| Autriche        | 10                | 1,4        |
| Divers          | 21                | 2,7        |
| Total           | 771               | 100        |

(non daté)

## Les Autocars: généralités
Depuis des années, les autocars de tourisme VDL BOVA se reconnaissent facilement à leur esthétique particulière et typique. Leur concept caractéristique est tout aussi fort qu'auparavant. Le nombre croissant de Futura sur la route a apporté la preuve de leur robustesse, de leur fiabilité et de leur confort ainsi que de leur valeur résiduelle élevée, l'appréciation portée à ces autocars de tourisme à l'aspect extérieur non conventionnel n'a cessé de croître.
Le premier produit de synergie du VDL Bus & Coach est le VDL BOVA Synergy, un autocar à double étage.
Le deuxième produit de synergie est le VDL BOVA Lexio, un véhicule interurbain.
Ces deux véhicules sont issus d’un accord de collaboration entre VDL Berkhof Valkenswaard, VDL BOVA, VDL Bus International et VDL Jonckheere.
Le Lexio est livrable en une version de 12,3 et de 13 mètres avec deux variantes de moteurs.
Le Futura est disponible en deux hauteurs, avec des longueurs comprises entre 10 et 15 mètres et diverses variantes de moteurs de 310 et 360 chevaux.
Le Magiq est livrable en une version de 12 mètres avec une variante de 410 chevaux et en modèle à 3 essieux avec des longueurs de 13,1 et 13,9 et presque 15 mètres avec un moteur de 460 chevaux.
Le Synergy est livrable en une version de 13 mètres et de 14 mètres avec deux variantes de moteurs et l’AS Tronic.
Avec ces quatre modèles, VDL BOVA propose aux clients la possibilité d'opter pour un produit VDL BOVA dans plusieurs segments du marché. VDL BOVA propose le même service fiable et la même qualité, la même disponibilité, longévité, esthétique remarquable et la même valeur résiduelle que ceux qui ont permis à VDL BOVA d'acquérir son excellente réputation au cours des années dans un grand nombre des principaux marchés d'autocars en Europe.

### Futura

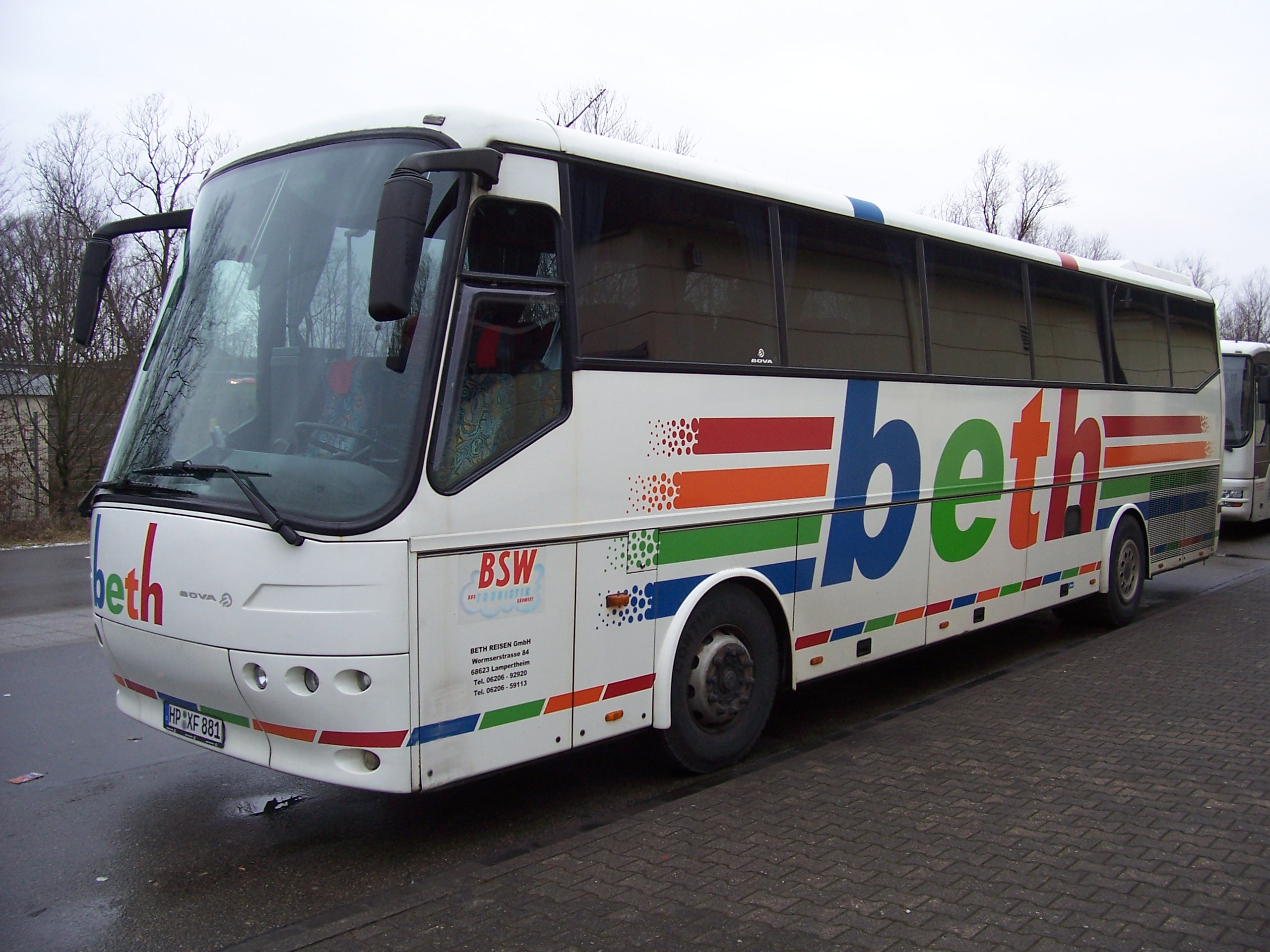
Bova Futura FH 12

Le Futura, introduit en 1983, succède à l'Europa. Il se décline en de très nombreux modèles. Il a été restylé en 2006.
- Futura FVD
- Futura FLD
- Futura FHD
- Futura FHM
- Futura FHX
- VDL Futura FM2D
- VDM Futura FH2D

La deuxième lettre désigne la hauteur du véhicule. Les FH sont disponibles en plusieurs longueurs (10, 12, 13, 14 et 15). Les FL également (12, 13, 14 et 15)
La dernière lettre correspond au fabricant de la motorisation :
- C : Cummins
- D : Daf
- M : Mercedes-Benz
- X : MAN

### Magiq
En septembre 1999, Bova introduit son nouvel autocar haut de gamme, le Magiq. D'une gamme supérieure au Futura, ils ont tous les deux été remplacés en 2010 par le VDL Futura.

### Lexio

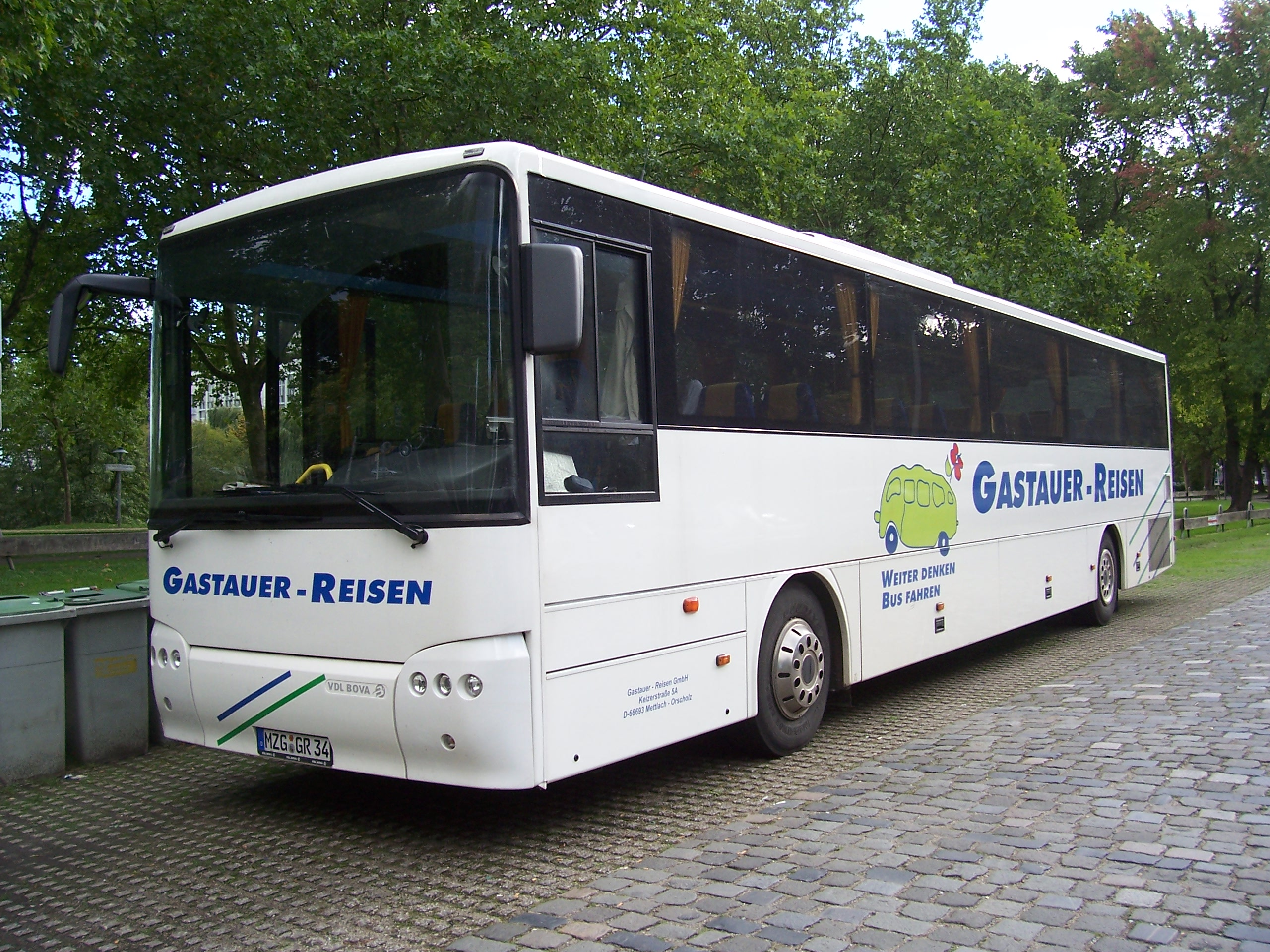
Bova Lexio.

Le Lexio est le dernier-né des autocars Bova. Il se positionne sur le segment scolaire ou ligne.
|          | LLD 123   | LLD 130   |
| -------- | --------- | --------- |
| Longueur | 12 330 mm | 13 060 mm |
| Largeur  | 2 535 mm  | 2 535 mm  |

Il est équipé d'un moteur DAF.

### Synergy
L'autocar à deux niveaux Bova Synergy est issu du groupe VDL puisqu'il est similaire au Berkhof Axial DD. Seule la face avant est différente pour ressembler aux autres cars de la gamme Bova.